# Municipio de San Miguel Tlacamama
El municipio de San Miguel Tlacamama es uno de los 285 municipios en los que el estado de Oaxaca (ubicado en México), se encuentra organizado. Dicho municipio se localiza en la costa del estado, colindadocon los municipios vecinos de San Antonio Tepetlapa y San Sebastián Ixcapa. Así mismo, cuenta con una extensión total de 108.44 km², en el cerro de Jicaltepec.

Entre las plantas y flores comunes de la región se pueden encontrar tales como bugambilias, girasoles, quebraplatos, hawayana, limonarias, gardenias, copa de oro, tulipanes, ramuyantes, nochebuena y huele de noche. Incluyendo comestibles se encuentran los mangos, chepiles, hierba mora verdolaga, flor de calabaza, nopales, órganos, limones, lima, cilantro, coco, fraylesillo, camote vaquero, camote de palo, camote dulce, ditomates, melón, frijol, chile, piña, zanahoria, lechuga, papas, hierba santa, ejotes, zapote negro, toronjas.

La fauna que habita la zona de manera silvestre se conforma de distintos tipos de aves como las hurracas, pericos, cotorros, loro, pacheco, paloma, cucucha, zopilote, águila; insectos como chapulines, mariposas, cucarachas, cucoriño, abejas; reptiles como ranas, sapos, tilcuate, teteret, malanqueza, víbora de cascabel e iguanas; animales salvajes como jiquimillas, tigrillos, tusa, ardillas, zorro, gato montes, conejos y venados.
El municipio cuenta con actividades tradicionales y culturales como la celebración de las mayordomas del Santo Niño de Atocha todos los años el día 25 de enero o el Caldo de Tasajo el 27 de enero. Turísticamente se pueden visitar la iglesia de San Miguel Arcángel y la feria típica anual del 28 al 30 de septiembre.
Hasta el 2010, el total de viviendas habitadas (particulares y colectivas) sumaban 771, de los cuales todos se consideran casas. Existen en el municipio un total de 2,331 habitantes, de las cuales 1,224 son mujeres y 1,107 son hombres. De los anteriores, la población analfabeta suma un 19% del total.
En San Miguel Tlacamama existen un total de 15 escuelas que comprenden los niveles educativos desde el preescolar hasta el nivel secundaria, divididos en seis escuelas para preescolar y seis para nivel primaria, dejando 3 a nivel secundaria; siendo atendidas por un total de 63 docentes.